# Horné Pršany
Horné Pršany és un poble i municipi d'Eslovàquia que es troba a la regió de Banská Bystrica.

## Història
La primera menció escrita de la vila es remunta al 1407.

## Demografia
| Godina             | 1994 | 2004   | 2014   | 2024   |
| ------------------ | ---- | ------ | ------ | ------ |
| Nombre de persones | 346  | 375    | 383    | 386    |
| Diferència         |      | +8,38% | +2,13% | +0,78% |

| Godina             | 2023 | 2024   |
| ------------------ | ---- | ------ |
| Nombre de persones | 384  | 386    |
| Diferència         |      | +0,52% |